# Freiamt
Freiamt es un municipio en el distrito de Emmendingen en Baden-Wurtemberg, Alemania.

## Geografía
Freiamt se encuentra en el parque natural de la Selva Negra Meridional a una altitud de entre 255 y 744 metros sobre el nivel del mar y muy encantadora es su ubicación idílica en un paisaje de colinas ligeras y arroyos pequeños.  Consiste de los cinco grandes barrios Ottoschwanden, Mußbach, Reichenbach, Keppenbach y Brettental.

## Puntos de interés
- La torre sobre el Hünersedel[10]
- El castillo Keppenburg[11]
- El jardín de Úrsula - un romántico jardín perenne en el barrio Niedertal de Freiamt en un lugar idílico en la orilla del arroyo Brettenbach.[12]
- El sendero exploratorio forestal[13][14]